# Tournée de l'équipe des Lions britanniques et irlandais de rugby à XV en 1971
L'équipe des Lions Britanniques effectue une tournée en 1971 en Nouvelle-Zélande. Lors de celle-ci, elle remporte la série de quatre tests face à l'équipe de Nouvelle-Zélande, les All Blacks, avec deux victoires, une défaite et un match nul. C'est la première fois de son histoire que la sélection des Lions remporte une tournée en Nouvelle-Zélande (après la tournée en 2017, c'est toujours la seule).
La tournée, qui compte un total de 26 rencontres, 23 victoires pour un nul et deux défaites, se déroule sur les mois de mai à août 1971. Le Gallois John Dawes en est le capitaine, son compatriote Carwyn James occupant le rôle d'entraîneur et l'Écossais Doug Smith (en) celui de manager.

## Contexte
La dernière tournée des Lions, en 1968, s'est soldée par une série remportée par l'Afrique du Sud, trois victoires et un nul. Lors de leur dernière tournée en Nouvelle-Zélande. Les Lions s'étaient inclinés lors des quatre tests contre les All Blacks, après deux victoires en Australie contre les Wallabies. Depuis le premier test entre les deux équipes, vingt matchs ont été disputés, les Lions l'emportant à deux reprises et obtenant à deux reprises un match nul.
Les Lions s'appuient sur un groupe de Gallois, dont la sélection vient de remporter le Grand Chelem lors du tournoi, et plus particulièrement sur le club des London Welsh qui présente sept joueurs : John Dawes, JPR Williams, Alastair Biggar, Gerald Davies, Geoff Evans, Mike Roberts et Mervyn Davies.
Les Springboks ont mis un terme à une  série de 17 victoires, dont le début date de 1965, lors de la série victorieuse trois tests à un lors de la tournée 1970 (en) en Afrique du Sud.

## Effectifs de la tournée

### Encadrement
Le choix de l'entraîneur pour la tournée revient à un comité composé par un représentant des quatre nations, et un cinquième membre, John Tallent, cinq fois international anglais avant la Deuxième Guerre mondiale, est chairman de Home Unions selection  committee. La candidature de Carwyn James, entraîneur de Llanelli semble répondre à l'intérêt du comité : bien qu'il ne soit que deux fois international gallois, et ne possédant aucune sélection avec les Lions, il a l'exigence de gagner avec son club, mais surtout de gagner avec style. Le comité croit en sa capacité de faire des qualités des quatre nations une équipe unie tout en laissant une liberté de jeu à ses brillantes individualités. Même le but politique de Carwyn James, qui est un défenseur de l'indépendance du pays de Galles, se présente à Llanelli lors des élections générales de 1970 sous les couleurs du Parti travailliste. Son résultat, le meilleur de l'histoire du parti dans ce fief conservateur malgré sa défaite, finit de convaincre le  comité. 
Pour le choix de capitaine, Doug Smith (en) et Carwyn James préfèrent à Mike Gibson, nom poussé par les Irlandais, le Gallois John Dawes. Ils font ce choix sur la capacité de ce dernier de faire des London Welsh un des meilleurs clubs de rugby à XV d'Europe avec des joueurs exilés à Londres. Il est par ailleurs capitaine du quinze gallois qui vient de réussir le Grand Chelem.

### Joueurs
33 joueurs sont sélectionnés pour participer à cette tournée. Sur ces joueurs, 26 participent à au moins une partie.
Cette sélection est composée de treize Gallois, sept Anglais, sept Écossais et six Irlandais.
Derek Quinnell présente la particularité de n'avoir pas encore évolué avec le pays de Galles. L'Anglais Peter Dixon n'a pas encore de sélection avec le quinze de la Rose au moment de l'annonce de l'équipe, mais obtient sa première cape peu avant le départ, en avril, lors de la rencontre contre un XV mondial à Twickenham.

#### Arrières
La sélection des arrières est :
- John Dawes (London Welsh et pays de Galles) (capitaine)
- JPR Williams (London Welsh et pays de Galles)
- Bob Hiller (Harlequins et Angleterre)
- John C Bevan (Cardiff et pays de Galles)
- Alastair Biggar (London Scottish et Écosse)
- Gerald Davies (London Welsh et pays de Galles)
- David Duckham (Coventry et Angleterre)
- Arthur Lewis (Ebbw Vale et pays de Galles)
- John Spencer (en) (Headingley et Angleterre)
- Chris Rea (en) (West of Scotland et Écosse)
- Mike Gibson (North of Ireland FC (en) et Irlande)
- Barry John (Cardiff et pays de Galles)
- Gareth Edwards (Cardiff et pays de Galles)
- Ray Hopkins (Maesteg et pays de Galles)

Chris Wardlow (Northampton et Angleterre) faisait partie de la sélection initiale, mais blessé, il déclare forfait et est remplacé par Chris Rea.

#### Avants
La sélection des avants est :
- Frank Laidlaw (Melrose et Écosse)
- John Pullin (Bristol et Angleterre)
- Ian McLauchlan (Jordanhill College et Écosse)
- Sandy Carmichael (West of Scotland et Écosse)
- Sean Lynch (St. Mary's College Rugby Football Club et Irlande)
- Ray McLoughlin (Blackrock College RFC et Irlande)
- Brian 'Stack' Stevens (en) (Harlequins et Angleterre)
- Gordon Brown (West of Scotland et Écosse)
- Geoff Evans (London Welsh et pays de Galles)
- Willie-John McBride (Ballymena et Irlande)
- Mike Roberts (London Welsh et pays de Galles)
- Delme Thomas (Llanelli et pays de Galles)
- Mike Hipwell (en) (Terenure College RFC et Irlande)
- Rodger Arneil (Leicester et Écosse)
- Derek Quinnell (Llanelli)
- Fergus Slattery (University College Dublin RFC et Irlande)
- John Taylor (London Welsh et pays de Galles)
- Mervyn Davies (London Welsh et pays de Galles)
- Peter Dixon (Harlequins et Angleterre)

### Joueurs participants aux tests

#### Première Ligne
- Sean Lynch  Irlande (4 matchs, 4 comme titulaire)
- Ian McLauchlan  Écosse (4 matchs, 4 comme titulaire)
- John Pullin  Angleterre (4 matchs, 4 comme titulaire)

#### Deuxième Ligne
- Gordon Brown  Écosse (2 matchs, 2 comme titulaire)
- Willie-John McBride  Irlande (4 matchs, 4 comme titulaire)
- Delme Thomas  Pays de Galles (3 matchs, 2 comme titulaire)

#### Troisième Ligne
- Mervyn Davies  Pays de Galles (4 matchs, 4 comme titulaire)
- Peter Dixon  Angleterre (3 matchs, 3 comme titulaire)
- Derek Quinnell  Pays de Galles (1 match, 1 comme titulaire)
- John Taylor  Angleterre (4 matchs, 4 comme titulaire)

#### Demi de mêlée
- Gareth Edwards  Pays de Galles (4 matchs, 4 comme titulaire)
- Ray Hopkins  Pays de Galles (1 match, 0 comme titulaire)

#### Demi d’ouverture
- Barry John  Pays de Galles (4 matchs, 4 comme titulaire)

#### Trois-quarts centre
- John Dawes  Pays de Galles (4 matchs, 4 comme titulaire) (capitaine)
- Mike Gibson  Irlande (4 matchs, 4 comme titulaire)

#### Trois-quarts aile
- John Bevan  Pays de Galles (1 match, 1 comme titulaire)
- David Duckham  Angleterre (3 matchs, 3 comme titulaire)
- Gerald Davies  Pays de Galles (4 matchs, 4 comme titulaire)

#### Arrière
- JPR Williams  Pays de Galles (4 matchs, 4 comme titulaire)

## Résultats

### Déroulement de la tournée
Les Lions commencent leur tournée par deux rencontres en Australie. Une défaite lors du premier match, 15 à 11 face au Queensland, la Nouvelle-Zélande pense que les All Blacks vont facilement remporter la série, l'entraineur du Queensland déclarant alors que c'est la pire équipes des Tourists qu'il ait vu joué. Après un deuxième match en Australie, une victoire face aux New South Wales, les Lions remportent leur premier match en Nouvelle-Zélande, face à une sélection Counties-Thames Valley sur le score de 23 à 3. Pour la presse néo-zélandaise, qui estime que les Lions auraient dû inscrire cinquante points, ce résultat confirme l'impression que les All Blacks doivent remporter la série par quatre à zéro. 
Lors du match suivant, ils affrontent King Country-Wanganui où évolue le capitaine des All Blacks Colin Meads et s'imposent 22 à 9. Contre Waikato, les Lions s'imposent 35 à 14 avec sept essais, Ray McLoughlin, trois de John Bevan, un de John Dawes, un de Barry John qui réussit un Full house, un de Derek Quinnell ; Bob Hiller complète le score avec trois transformations. Les Lions imposent ensuite les Māori de Nouvelle-Zélande. Ceux-ci prennent un avantage sur les Lions, la première fois qu'ils sont menés depuis leur arrivée en Nouvelle-Zélande. Les Lions égalisent peu avant la mi-temps, avant de s'imposer 23 à 12 .
Le match contre Wellington est présenté comme un véritable test pour les Lions après les défaites des différentes équipes néo-zélandaises. Les Lions s'imposent nettement par 47 à 9, inscrivant neuf essais, quatre de John Bevan, deux de Mike Gibson, et un de Barry John, Sandy Carmichael et John Taylor,. Les Lions continuent leur série de victoires, d'abord contre une sélection South Canterbury-Mid Canterbury-North Otago, 25 à 6, Otago, 21 à 9, West Coast-Buller, 39 à 6.
Les Lions affrontent ensuite Canterbury, alors détenteur du Ranfurly Shield. lors de cette rencontre, ils perdent deux joueurs majeurs lors de la victoire 14 à 3, les piliers écossais Sandy Carmichael et irlandais Ray McLoughlin, rencontre brutale où « il est étonnant que personne n'ait été tué». Edwards déclare à propos de ce match n'avoir eu peur que deux fois en jouant au rugby, la première lors d'une rencontre avec Cardiff contre Neath, la seconde lors de ce match contre Canterbury. Le dernier match avant le premier test voit les Lions s'imposer 31 à 12 face à Marlborough-Nelson Bays.
Le premier test se déroule au Carisbrook de Dunedin. Cette rencontre très physique voit les Lions s'imposer 9 à 3, inscrivant le seul essai de la rencontre par McLauchlan,. Barry John, après trois tentatives, réussit deux pénalités ; lors de ce match, il met l'arrière adverse Fergie McCormick sous pression avec ses coups de pied qui conduisent celui-ci à des erreurs.
Les Tourists jouent trois rencontres avant le deuxième test, contre Southland, Taranaki et New Zealand Universities, ponctuées par trois victoires sur les scores de 25 à 3, 14 à 9  et 27 à 6.
Le deuxième test se déroule au Lancaster Park de Christchurch. Les All Blacks prennent leur revanche, inscrivant cinq essais, deux de Bob Burgess, Sid Going, un de Ian Kirkpatrick et un essai de pénalité, Soing et Kirkpatrick,. Gerald Davies inscrit deux essais pour les Lions qui s'inclinent 22 à 12.
Quatre jours plus tard, les Lions renouent avec la victoire face à Wairarapa-Bush, puis contre Hawke's Bay, une sélection de Poverty Bay-East Coast et Auckland.

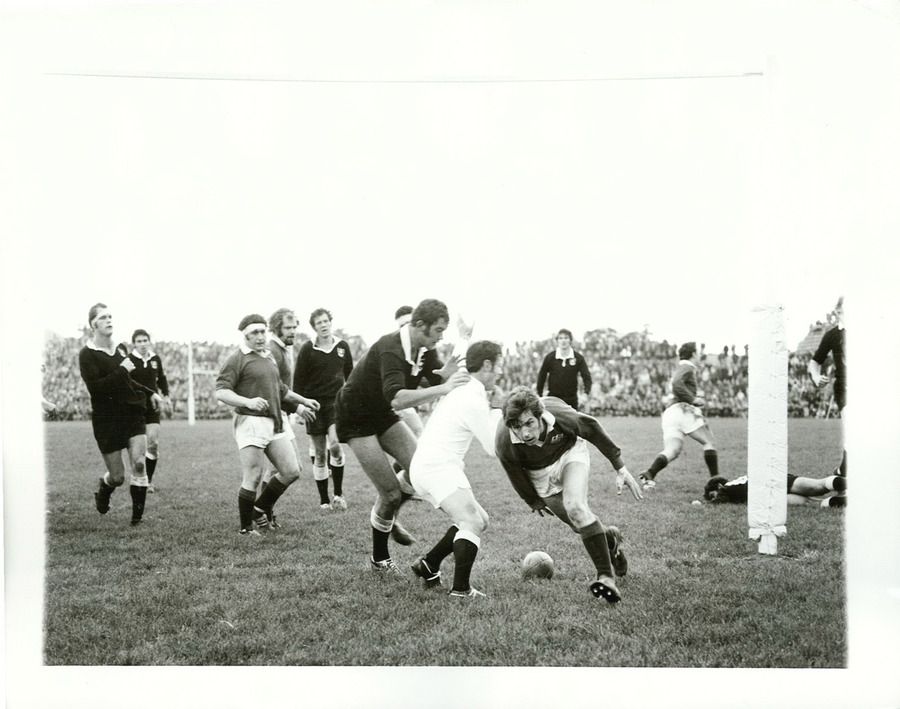
Barry John inscrit un essai lors du 3e test à Wellington.

Juste avant le troisième test à l'Athletic Park de  Wellington, les All Blacks rappellent Brian Lochore, ancien capitaine. Afin de pallier la blessure de Peter Whiting, Lochore est préféré à d'autres joueurs plus jeunes pour assurer aussi un rôle de leader, Ian Kirkpatrick, tombé de cheval, et Colin Meads, blessé à la hanche, n'étant pas certains de jouer. Chez les Lions, Carwyn James modifie sa troisième ligne, en intégrant Derek Quinnell pour contrer le demi de mêlée adverse Sid Going lors de ses départs derrière sa mêlée,. Après un drop de Barry John dès la troisième minute, puis deux essais de Gerald Davies et Barry John, qui inscrit neuf points, Les Lions l'emportent 13 à 3.
Les Lions remportent les trois rencontres suivantes, 39 à 6 contre Manawatu-Horowhenua, 11 à 5 contre North Auckland et 20 à 14 Bay of Plenty.
Le dernier test a une importance capitale pour les All Blacks : donnés largement favori avant le début de la tournée, le meilleur résultat possible est désormais le partage de la série. La défaite est impossible pour une équipe qui n'a plus perdu de série à domicile depuis 1937 où les Springboks. Mené 8 à 0, les Lions égalisent avant la mi-temps. À 11 partout, JPR Williams inscrit un drop depuis environ 45 mètres qui donnent l'avantage à son équipe,. C'est le seul drop en match international de JPR Williams. Les All Blacks égalisent, mais le nul permet aux Lions de remporter la série 2 à 1.

### Matchs de la tournée
|                | Date       | Opposition                                  | Lieu                          | Résultat | Score |
| -------------- | ---------- | ------------------------------------------- | ----------------------------- | -------- | ----- |
| Match 1        | 12 mai     | Queensland                                  | Brisbane                      | Défaite  | 11-15 |
| Match 2        | 15 mai     | New South Wales                             | Sydney Cricket Ground, Sydney | Victoire | 14-12 |
| Match 3        | 22 mai     | Counties-Thames Valley                      | Pukekohe                      | Victoire | 25-3  |
| Match 4        | 26 mai     | King Country-Wanganui                       | Wanganui                      | Victoire | 22-9  |
| Match 5        | 29 mai     | Waikato                                     | Rugby Park, Hamilton          | Victoire | 35-14 |
| Matc h 6       | 2 juin     | Māori de Nouvelle-Zélande                   | Eden Park, Auckland           | Victoire | 23-12 |
| Match 7        | 5 juin     | Wellington                                  | Athletic Park, Wellington     | Victoire | 47-9  |
| Match 8        | 9 juin     | South Canterbury-Mid Canterbury-North Otago | Timaru                        | Victoire | 25-6  |
| Match 9        | 12 juin    | Otago                                       | Carisbrook, Dunedin           | Victoire | 21-9  |
| Match 10       | 16 juin    | West Coast-Buller                           | Greymouth                     | Victoire | 39-6  |
| Match 11       | 19 juin    | Canterbury                                  | Lancaster Park, Christchurch  | Victoire | 14-9  |
| Match 12       | 22 juin    | Marlborough-Nelson Bays                     | Blenheim                      | Victoire | 31-12 |
| Premier rest   | 26 juin    | Nouvelle-Zélande                            | Carisbrook, Dunedin           | Victoire | 9-3   |
| Match 14       | 30 juin    | Southland                                   | Invercargill                  | Victoire | 25-3  |
| Match 15       | 3 juillet  | Taranaki                                    | New Plymouth                  | Victoire | 14-9  |
| Match 16       | 6 juillet  | New Zealand Universities                    | Athletic Park, Wellington     | Victoire | 27-6  |
| Deuxième test  | 10 juillet | Nouvelle-Zélande                            | Lancaster Park, Christchurch  | Défaite  | 12-22 |
| Match 18       | 14 juillet | Wairarapa-Bush                              | Memorial Park (en), Masterton | Victoire | 27-6  |
| Match 19       | 17 juillet | Hawke's Bay                                 | Napier                        | Victoire | 25-6  |
| Match 20       | 21 juillet | Poverty Bay-East Coast                      | Gisborne                      | Victoire | 18-12 |
| Match 21       | 24 juillet | Auckland                                    | Eden Park, Auckland           | Victoire | 19-12 |
| Troisième test | 31 juillet | Nouvelle-Zélande                            | Athletic Park, Wellington     | Victoire | 13-3  |
| Match 23       | 4 août     | Manawatu-Horowhenua                         | Palmerston North              | Victoire | 39-6  |
| Match 24       | 7 août     | North Auckland                              | Whangarei                     | Victoire | 11-5  |
| Match 25       | 10 août    | Bay of Plenty                               | Tauranga                      | Victoire | 20-14 |
| Dernier est    | 14 août    | Nouvelle-Zélande                            | Eden Park, Auckland           | Nul      | 14–14 |

### Résultats des test-matchs

#### Bilan des tests
| No | Date            | Lieu                          | Match                                 | Score   | Compétition |
| -- | --------------- | ----------------------------- | ------------------------------------- | ------- | ----------- |
| 1  | 26 juin 1971    | Dunedin Nouvelle-Zélande      | Nouvelle-Zélande – Lions britanniques | 3 – 9   | Test        |
| 2  | 10 juillet 1971 | Christchurch Nouvelle-Zélande | Nouvelle-Zélande – Lions britanniques | 22 – 12 | Test        |
| 3  | 31 juillet 1971 | Wellington Nouvelle-Zélande   | Nouvelle-Zélande – Lions britanniques | 3 – 13  | Test        |
| 4  | 14 août 1971    | Auckland Nouvelle-Zélande     | Nouvelle-Zélande – Lions britanniques | 14 – 14 | Test        |

#### Match 1
| 26 juin 1971 | Nouvelle-Zélande        | 3-9 (3-0) | Lions                                        | Carisbrook, Dunedin 45 000 spectateurs Arbitre : John Pring |
| 26 juin 1971 | Pénalité(s) : McCormick |           | Essai(s) : McLauchlan Pénalité(s) : John (2) | Carisbrook, Dunedin 45 000 spectateurs Arbitre : John Pring |
| 26 juin 1971 |                         |           |                                              | Carisbrook, Dunedin 45 000 spectateurs Arbitre : John Pring |

| Nouvelle-Zélande Titulaires 15 Fergie McCormick 14 Bruce Hunter 13 Bryan Williams 12 Wayne Cottrell 11 Ken Carrington 10 Bob Burgess 9 Sid Going 8 Alan Sutherland 7 Ian Kirkpatrick 6 Alan McNaughton (en) 5 Colin Meads (c) 4 Peter Whiting 3 Richie Guy (en) 2 Tane Norton 1 Jazz Muller |  | Lions Titulaires 15 JPR Williams Gerald Davies 13 John Dawes 12 Mike Gibson 11 John Bevan 10 Barry John 9 Barry John 9 Gareth Edwards 7 John Taylor 6 Peter Dixon 5 Willie-John McBride 4 Delme Thomas 3 Sean Lynch 2 John Pullin 1 Ian McLauchlan Remplaçants 16 Ray Hopkins Entraîneur Warren Gatland |

#### Match 2
| 10 juillet 1971 | Nouvelle-Zélande                                                                                               | 22-12 (8-6) | Lions                                                   | Lancaster Park, Christchurch Arbitre : John Pring |
| 10 juillet 1971 | Essai(s) : Burgess (2), Going, Kirkpatrick, Essai de penalté Transformation(s) : Mains (2) Pénalité(s) : Mains |             | Essai(s) : Davies (2) Pénalité(s) : John Drop(s) : John | Lancaster Park, Christchurch Arbitre : John Pring |
| 10 juillet 1971 | |             |                                                         | Lancaster Park, Christchurch Arbitre : John Pring |

| Nouvelle-Zélande Titulaires 15 Laurie Mains 14 Bruce Hunter 13 Howard Joseph 12 Wayne Cottrell 11 Bryan Williams 10 Bob Burgess 9 Sid Going 8 Alex Wyllie 7 Ian Kirkpatrick 6 Alan McNaughton (en) 5 Colin Meads (c) 4 Peter Whiting 3 Richie Guy (en) 2 Tane Norton 1 Jazz Muller |  | Lions Titulaires 15 JPR Williams Gerald Davies 13 John Dawes 12 Mike Gibson 11 David Duckham 10 Barry John 9 Gareth Edwards 8 Mervyn Davies 7 John Taylor 6 Peter Dixon 5 Willie-John McBride 4 Delme Thomas 3 Sean Lynch 2 John Pullin 1 Ian McLauchlan Remplaçants 16 Ray Hopkins Entraîneur Carwyn James |

#### Match 3
| 31 juillet 1971 | Nouvelle-Zélande | 3-13 (0-13) | Lions                                                               | Athletic Park, Wellington 50 000 spectateurs Arbitre : John Pring |
| 31 juillet 1971 | Essai(s) : Mains |             | Essai(s) : Davies, John Transformation(s) : John (2) Drop(s) : John | Athletic Park, Wellington 50 000 spectateurs Arbitre : John Pring |
| 31 juillet 1971 |                  |             |                                                                     | Athletic Park, Wellington 50 000 spectateurs Arbitre : John Pring |

| Nouvelle-Zélande Titulaires 15 Laurie Mains 14 Bruce Hunter 13 Howard Joseph 12 Wayne Cottrell 11 Ken Carrington 10 Bob Burgess 9 Sid Going 8 Alex Wyllie 7 Alan McNaughton (en) 6 Ian Kirkpatrick 5 Colin Meads (c) 4 Brian Lochore 3 Richie Guy (en) 2 Tane Norton 1 Jazz Muller |  | Lions Titulaires 15 JPR Williams Gerald Davies 13 John Dawes 12 Mike Gibson 11 David Duckham 10 Barry John 9 Gareth Edwards 8 Mervyn Davies 7 John Taylor 6 Derek Quinnell 5 Willie-John McBride 4 Gordon Brown 3 Sean Lynch 2 John Pullin 1 Ian McLauchlan Remplaçants Entraîneur Carwyn James |

#### Match 4
| 14 août 1971 | Nouvelle-Zélande                                                                   | 14-14 (8-8) | Lions                                                                                         | Eden Park, Auckland 56 000 spectateurs Arbitre : John Pring |
| 14 août 1971 | Essai(s) : Cottrell, Lister (en) Transformation(s) : Mains Pénalité(s) : Mains (2) |             | Essai(s) : Dixon, John Transformation(s) : John Pénalité(s) : John (2) Drop(s) : JPR Williams | Eden Park, Auckland 56 000 spectateurs Arbitre : John Pring |
| 14 août 1971 |                                                                                    |             |                                                                                               | Eden Park, Auckland 56 000 spectateurs Arbitre : John Pring |

| Nouvelle-Zélande Titulaires 15 Laurie Mains 14 Ken Carrington 13 Mike Duncan 12 Phil Gard (en) 11 Bryan Williams 10 Wayne Cottrell 9 Sid Going 8 Alex Wyllie 7 Tom Lister (en) 6 Ian Kirkpatrick 5 Colin Meads (c) 4 Pole Whiting 3 Richie Guy (en) 2 Tane Norton 1 Jazz Muller |  | Lions Titulaires 15 JPR Williams Gerald Davies 13 John Dawes 12 Mike Gibson 11 David Duckham 10 Barry John 9 Gareth Edwards 8 Mervyn Davies 7 John Taylor 6 Peter Dixon 5 Willie-John McBride 4 Gordon Brown 3 Sean Lynch 2 John Pullin 1 Ian McLauchlan Remplaçants 16 Delme Thomas Entraîneur Carwyn James |

### Réactions
De nombreuses explications sont données pour expliquer la victoire dans la série des Lions. Parmi celles-ci, la réussite de Carwyn James de construire une équipe : dès le stage de Eastbourne, il demande à ses joueurs de jouer en équipe, déclarant : « I don't want Irishmen to pretend to be English, or Englishmen to be Celts ,or Scotsmen to be anything less than Scots. » (« Je ne veux pas que les Irlandais prétendent être anglais, ou que les Anglais soient des Celtes, ou que les Écossais soient moins que des Écossais »). Ainsi Colin Meads, le capitaine des All Blacks déclare avoir vu pour la première fois vu les Lions jouer solidairement comme une nation (« for the first time in my experience, the Lions were able to weld nationality »). Cette réussite n'était pas évidente, les tournées précédentes ayant montrées l'existence de clans, d'autant que la sélection de 1971 s'appuie sur une grande majorité de Gallois, avec également les postes d'entraîneurs et de capitaine. 
Le mental est également l'une des causes principales de la réussite. Colin Meads déclare à l'issue des quatre tests que les Lions ont cessé de croire au conte de fée, ce que confirme l'Irlandais Willie-John McBride qui confirme que lors des tournées précédentes « ils espéraient gagner .. cette fois nous y avons cru ». Ce dernier, après trois tournées avec les Lions, neuf tests et huit défaites et un nul, initialement décidé de ne pas participer à cette tournée, est convaincu par le discours de Carwyn James.
La réussite s'explique également par une grande qualité de joueurs : les Lions jouent une charnière galloise formée de Gareth Edwards et Barry John, un arrière JPR Williams. À ces joueurs, alors considérés comme parmi les meilleurs joueurs mondiaux, s'ajoutent une paire de centre composée du capitaine gallois John Dawes et de l'Irlandais Mike Gibson, joueur que Colin Meads estime le plus proche de la perfection qu'il ait vu.
Graham Henry, sélectionneur des All Blacks et vainqueur de la coupe du monde 2011, estime que cette défaite est la base du renouveau du jeu des Néo-Zélandais avec un jeu de contre-attaque, qui conduit à la victoire lors de la première coupe du monde.

## Statistiques

### Statistiques des Lions lors des tests

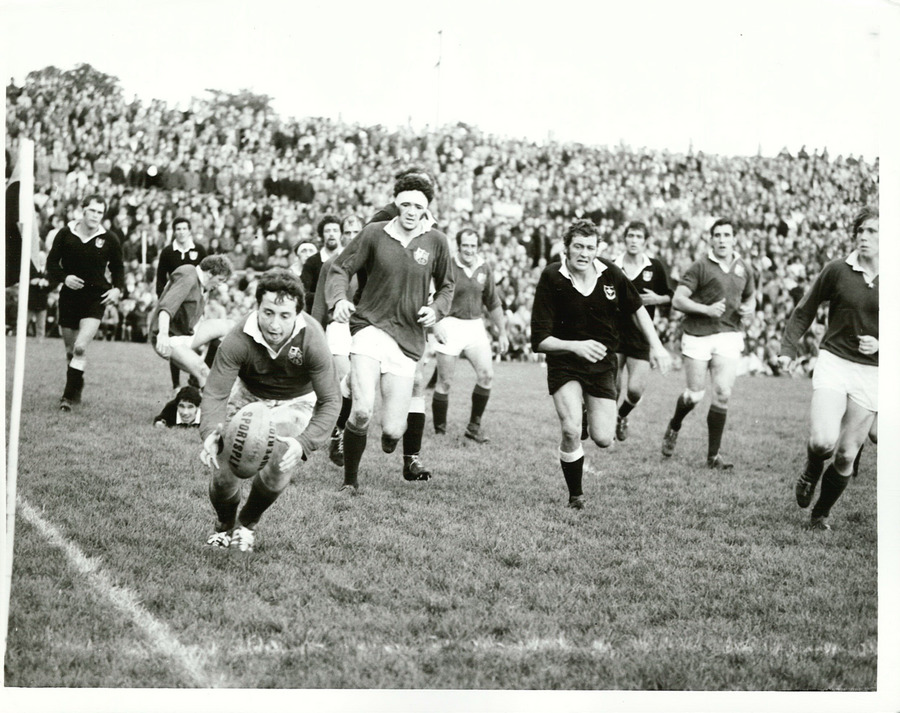
Gerald Davies lors du 3e test, à Wellington.

Mes eilleurs réalisateurs lors des tests sont :
- Barry John 30 points
- Gerald Davies 9 points
- Peter Dixon, Ian McLauchlan, JPR Williams 3 points

Les meilleurs marqueurs d'essais sont :
- Gerald Davies 3 essais
- Peter Dixon, Barry John, Ian McLauchlan 1 essai